# 塩化ウラニル(VI)
塩化ウラニル(VI)（えんかウラニル ろく、英: uranyl(VI) chloride）は、化学式が UO2Cl2 と表される、明るい黄色の不安定なウラン化合物である。水、アルコール、エーテルに非常によく溶ける砂状の結晶を形成する。塩化ウラニル(VI)とその2つの水和物 (UO2Cl2·H2O,  UO2Cl2·3H2O) は光によって分解する。この事実は1804年にアドルフ・ゲーレンによって発見された。この感光性は、定期的に科学への好奇心を引き付け、この塩の写真用途開発のための様々な失敗を生んだ。他のウラン化合物と同じように蛍光を発する。
赤熱した酸化ウラン(IV)に塩素ガスを通じると塩化ウラニル(VI)が生じる。より一般的には、酸化ウランを塩酸に溶かし、溶液を蒸発させることによって得られる。

## 工業的な重要性
Indian Rare Earths Limited (IRE) 社は、インドの東・西海岸の砂丘砂からウランを抽出するプロセスを開発した。モナズ石と呼ばれる鉱物砂は、高強度磁選機および微粉末化による前処理の後、120 °Cで水酸化ナトリウムおよび水によって分解される。この水酸化物の濃縮液は、ウランやトリウムのような他の希土類元素の水酸化物をすべて塩化物にして可溶化するために、さらに濃厚な塩酸によって分解される。この溶液は二重溶媒システムによる溶媒抽出によって、塩化ウラニル(VI)およびトリウムオキサラートを生成する。粗製塩化ウラニル(VI)溶液は、その後硝酸塩溶剤での抽出と沈殿による精製プロセスによって、核グレードの二ウラン酸アンモニウムにまで精製される。

## 健康と環境への影響
塩化ウラニル(VI)は、吸入、もしくは飲用すると非常に有毒である。累積的な影響の脅威もあり、肝臓や腎臓にダメージを与える。水生生物にとって有毒で、水生環境に長期間の悪影響をもたらす可能性がある。すべてのウラン化合物と同様に、同位体比に依存して放射性である。